# Plévenon
 Plévenon (en bretó Plevenon) és un municipi francès, situat a la regió de Bretanya, al departament de Costes del Nord. L'any 1999 tenia 721 habitants.

## Demografia
| 1962                                       | 1968 | 1975 | 1982 | 1990 | 1999 |
| ------------------------------------------ | ---- | ---- | ---- | ---- | ---- |
| 843                                        | 765  | 696  | 756  | 669  | 721  |
| Des de 1962: població sense dobles comptes |      |      |      |      |      |

## Administració
| Període   | Identitat                | Partit |
| --------- | ------------------------ | ------ |
| 2004-2008 | Jean-Charles Danier      |        |
| 2008-     | Claudine Tadier-Belliard |        |